# Planiranje održavanja
Proces kreiranja plana održavanja se zove planiranje održavanja. Plan održavanja je odgovor na pitanje što i kako raditi odnosno planom održavanja se definiraju (dizajniraju) buduće aktivnosti održavanja. Razlika između planiranja i programiranja održavanja se ogleda u tome što je plan održavanja odgovor na pitanje što i kako raditi, a program (raspored) je odgovor na pitanje kada i tko će raditi aktivnosti. Plan održavanja se može usporediti s tehnološkim procesom proizvodnje, a program održavanja s operativnim planom proizvodnje. U literaturi na engleskom jeziku se za planiranje rabi naziv planning, a za programiranje naziv scheduling. Planiranje se prevashodno odnosi na aktivnosti preventivnog i prediktivnog održavanja premda se i za pojedine aktivnosti korektivnog održavanja kreiraju planovi održavanja. Planom održavanja je propisan postupak održavanja, specificirani potrebni alati i materijali te doknadni dijelovi, specificirani potrebni radni sati održavalaca te potrebne stručne kvalifikacije održavalaca.